# شهرستان بندرعباس
شهرستان بندرعباس یکی از شهرستان‌های استان هرمزگان در جنوب ایران است. مرکز این شهرستان، شهر بندرعباس است.

## موقعیت جغرافیایی
شهرستان بندرعباس از شمال با شهرستان حاجی‌آباد، از شرق با شهرستان میناب و شهرستان رودان، از غرب با شهرستان لارستان استان فارس و شهرستان خمیر، و از جنوب به خلیج‌فارس همسایه است.

## تقسیمات کشوری
شهرستان بندرعباس دارای ۶ بخش، ۱۳ دهستان و ۷ شهر به شرح زیر است:

### شهرستان بندرعباس
| نام بخش   | مرکز بخش  | جمعیت بخش ۱۳۹۵ | نام دهستان       | مرکز دهستان      | جمعیت دهستان ۱۳۹۵ | شهر                   | جمعیت شهر ۱۳۹۵        |
| --------- | --------- | -------------- | ---------------- | ---------------- | ----------------- | --------------------- | --------------------- |
| مرکزی     | بندرعباس  | ۶۱۴٬۵۹۹ نفر    | ایسین            | محله نو ایسین    | ۲۷٬۲۴۳ نفر        | بندرعباس تازیان پایین | ۵۲۶٬۶۴۸ نفر ۴٬۲۶۳ نفر |
| مرکزی     | بندرعباس  | ۶۱۴٬۵۹۹ نفر    | تازیان           | تازیان پایین     | ۲۱٬۰۱۰ نفر        | بندرعباس تازیان پایین | ۵۲۶٬۶۴۸ نفر ۴٬۲۶۳ نفر |
| مرکزی     | بندرعباس  | ۶۱۴٬۵۹۹ نفر    | گچین             | گچین بالا        | ۱۸٬۹۶۰ نفر        | بندرعباس تازیان پایین | ۵۲۶٬۶۴۸ نفر ۴٬۲۶۳ نفر |
| مرکزی     | بندرعباس  | ۶۱۴٬۵۹۹ نفر    | سیاهو            | سیاهو            | ۸٬۹۲۷ نفر         | بندرعباس تازیان پایین | ۵۲۶٬۶۴۸ نفر ۴٬۲۶۳ نفر |
| مرکزی     | بندرعباس  | ۶۱۴٬۵۹۹ نفر    | سرخون            | سرخون            | ۷٬۵۴۸ نفر         | بندرعباس تازیان پایین | ۵۲۶٬۶۴۸ نفر ۴٬۲۶۳ نفر |
| شمیل      | شمیل      | ۱۸٬۹۰۰ نفر     | شمیل             | شمیل             | ۹٬۶۹۹ نفر         | شمیل                  | ۱٬۴۵۵ نفر             |
| شمیل      | شمیل      | ۱۸٬۹۰۰ نفر     | حسن لنگی         | حسن لنگی بالا    | ۷٬۷۴۶ نفر         | شمیل                  | ۱٬۴۵۵ نفر             |
| فین       | فین       | ۱۶٬۳۵۹ نفر     | فین              | فین              | ۱۰٬۴۱۵ نفر        | فین                   | ۳٬۹۳۹ نفر             |
| فین       | فین       | ۱۶٬۳۵۹ نفر     | گهره             | قطب‌آباد          | ۲٬۰۰۵ نفر         | فین                   | ۳٬۹۳۹ نفر             |
| قلعه قاضی | قلعه قاضی | ۱۶٬۰۴۹ نفر     | قلعه قاضی        | قلعه قاضی        | ۵٬۵۲۹ نفر         | قلعه قاضی             | ۵٬۲۸۶ نفر             |
| قلعه قاضی | قلعه قاضی | ۱۶٬۰۴۹ نفر     | دهنو             | دهنو             | ۵٬۲۳۴ نفر         | قلعه قاضی             | ۵٬۲۸۶ نفر             |
| تخت       | تخت       | ۱۴٬۱۱۱ نفر     | جلابی            | جلابی            | ۶٬۶۷۷ نفر         | تخت                   | ۳٬۰۸۲ نفر             |
| تخت       | تخت       | ۱۴٬۱۱۱ نفر     | تخت              | تخت              | ۴٬۳۵۲ نفر         | تخت                   | ۳٬۰۸۲ نفر             |
| هرمز      | هرمز      | ۵٬۸۹۱ نفر      | **************** | **************** | ****************  | هرمز                  | ۵٬۸۹۱ نفر             |

## جمعیت
بر پایه سرشماری عمومی نفوس و مسکن در سال ۱۳۹۵، جمعیت شهرستان بندرعباس برابر با ۶۸۰٬۳۶۶ نفر بوده است.